# بخش پوربا بردامان
بخش پوربا بردامان (به انگلیسی: Purba Bardhaman district) یک منطقهٔ مسکونی در هند است که در بخش بوردوان واقع شده‌است. بخش پوربا بردامان ۵٬۴۳۲٫۶۹ کیلومتر مربع مساحت و ۴٬۸۳۵٬۵۳۲ نفر جمعیت دارد.